# 比利亚贡萨洛佩德尔纳莱斯
比利亚贡萨洛佩德尔纳莱斯，是西班牙卡斯蒂利亚-莱昂布尔戈斯省的一个市镇。总面积14平方公里，总人口905人（2001年），人口密度65人/平方公里。